# Ctenoplusia limbirena
Ctenoplusia limbirena là một loài bướm đêm trong họ Noctuidae.

## Hình ảnh

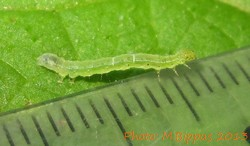
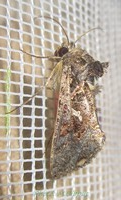